# Optimist
L'Optimist è un monoscafo dotato di una singola vela, solitamente utilizzato per l'introduzione alla pratica della vela. Dal 1962 la Federazione Internazionale della Vela organizza il Campionato mondiale Optimist.

## Descrizione
Originariamente progettato nel 1947 da Clark Mills, il disegno dell'imbarcazione è molto semplice: è essenzialmente una scatola, a base vagamente trapezoidale, in vetroresina con una mastra rinforzata per il sostegno dell'albero chiamata "panchetta". L'Optimist ha un aspetto originale, con linee squadrate e una prua mozza. Nonostante ciò ha delle sorprendenti caratteristiche di maneggevolezza in manovra ed è per questo che le scuole di vela utilizzano l'Optimist a scopo propedeutico.
L'Optimist è utilizzato da principianti o velisti con età compresa tra i 6 e i 16 anni. A causa della modesta dimensione dell'imbarcazione e del caratteristico boma basso, la maggioranza dei ragazzi e delle ragazze raggiunge una taglia eccessiva prima dei limiti di età. Inoltre, a partire da dicembre dell'anno in cui il giovane o la giovane compie i 15 anni di età, costui o costei non può più prendere parte con un Optimist a regate organizzate dalla Federazione Italiana Vela e dalla Federazione Internazionale della Vela.
È diviso in due categorie: cadetti (U10) e juniores (U16). La bandiera di classe raffigura il simbolo della barca (presente anche in penna alla vela) su sfondo bianco per gli juniores e giallo per i cadetti.

## Vele
L’Optimist ha una sola vela: la randa. A differenza di quelle montate su molte altre imbarcazioni, non ha la classica forma triangolare, ma è un trapezio rettangolo con la base maggiore leggermente bombata, per migliorare l’aerodinamica. Secondo le regole di stazza della classe Optimist, la vela ha una superficie massima di 3,5 m², con una base di circa 170 cm e un lato verticale (l’inferitura) di circa 230 cm, secondo la stazza la vela deve mantenere la stessa metratura e schema velico ma come in altre classi la vela può essere modificata leggermente a partire dal disegno in base a peso condizioni e altri fattori.
Un'altra caratteristica particolare riguarda il modo in cui la vela è fissata all’albero e al boma: mentre su molte barche la randa si infila lungo una canaletta sull’albero e viene fissata solo in punta al boma, nell’Optimist si usano degli stroppi che passano attraverso occhielli nella vela e si legano attorno al boma e all’albero con un nodo piano.
Oltre all’albero e al boma, l’Optimist ha anche un picco, una canna inclinata che sostiene l’angolo superiore della vela (detto angolo di penna), contribuendo a tenerla tesa. Sulla vela vengono applicate le lettere di identificazione dello Stato, il numero velico (composto da 4 o più cifre) e, in alto, le stecche: elementi flessibili in plastica o fibra che aiutano a mantenere la forma della vela anche con poco vento. A seconda del modello, possono esserci due o tre stecche, inserite in apposite tasche nella vela.

## Sicurezze
Sulla mastra o panchetta si mette o uno stroppetto abbastanza lungo di sicurezza oppure un blocca mastra, che impedisce il disalberamento in caso di scuffia. Assicurati allo scafo sono presenti delle riserve di galleggiamento volgarmente: salsicciotti dei sistemi gonfiabili che immagazzinano aria, assicurati allo scavo da cinghie, che ovviano alla mancanza di intercapedini, invece presenti in versioni precedenti del natante che ad oggi sono considerate fuori stazza e quindi considerate fuori regolamento. 
Altre sicurezze previste di norma sono una cimetta per legare la deriva che non si perda, una linguetta metallica che impedisce al timone di sfilarsi accidentalmente ed alcune dotazioni di sicurezza fra cui una cima galleggiante per l'eventuale traino di una decina di metri, una piccola pagaia, una sassola per sgottare l'acqua che può entrare in navigazione e in caso di ribaltamento ed un salvagente con fischietto.

## Deriva
La deriva nell'Optimist ha una forma rettangolare allungata, arrotondata negli angoli inferiori e presenta alla sommità un rinforzamento per migliorarne la presa. Come da regolamento la deriva non deve avere una lunghezza superiore a 100 cm e una larghezza compresa tra i 12cm e i 15cm. Essa può essere costituita ma materiali composti, laminati, vetroresina e altri purché ne mantengano stabilità leggerezza e resistenza. Alla sua sommità solitamente viene mantenuta assicurata all'interno della scassa da un elastico.

## Timone
Il timone nell'Optimist ha una forma trapezoidale, arrotondata agli angoli inferiori mentre alla sommità è attaccata la barra che è sua volta attaccata a una prolunga snodata chiamata stick. Come da regolamento il timone deve avere una lunghezza massima di 58cm e una larghezza di circa 20cm, dimensioni notevoli per un'imbarcazione di tali dimensioni.

## Albero
L'albero ho il compito di sostenere la vela verticalmente attraverso gli stroppi, legati solitamente attraverso un nodo piano, esso è posizionato a prua nella scassa, non è fisso allo scafo ma solo incastrato tra la scassa e il bicchierino e assicurato solo da uno stroppo che ne previene il disalberamento in caso di scuffia. 
Secondo il regolamento l'albero deve avere una lunghezza massima di 235cm e un diametro di 45mm, è realizzato in alluminio anodizzato ma in modelli più competitivi anche in fibra di carbonio materiali che garantiscono leggerezza, resistenza  alla salsedine e a urti e stabilità per una navigazione piacevole e sicura. 

## Boma
Il boma ha il compito di sostenere la base della vela, mantenendola tesa lateralmente tramite stroppi che la collegano al boma stesso in più punti. È posizionato in orizzontale e collegato all’albero con un meccanismo che ne permette la rotazione durante le manovre.
Secondo il regolamento, il boma deve avere una lunghezza massima di 205 cm e un diametro di 35 mm. È realizzato in alluminio anodizzato, ma nei modelli più competitivi può essere in fibra di carbonio, materiali che garantiscono leggerezza, resistenza alla salsedine e agli urti, e una migliore gestione della vela per una navigazione precisa e stabile.

## Picco
Il picco è una canna obliqua che sostiene l’angolo superiore posteriore della vela, chiamato penna, mantenendola in tensione e dando forma alla parte alta della vela. È collegato in alto all’albero tramite un cimino scorrevole e attraverso un sistema di bozzelli è strozzato (bloccato) alla base dell'albero dove può essere regolato dal timoniere. Il picco lavora insieme al boma e all’albero per mantenere stabile la vela e regolarne l’apertura superiore.
Secondo il regolamento di stazza dell’Optimist, il picco deve avere una lunghezza massima di 240 cm e un diametro di circa 25 mm. È realizzato in alluminio anodizzato, resistente alla salsedine e agli urti, ma nei modelli da regata può essere anche in fibra di carbonio. Un picco ben regolato migliora la stabilità e l’efficienza della vela in ogni condizione di vento.
Il picco è anche una regolazione della vela vedi i paragrafi seguenti.

## Regolazioni (principali)
Le principali regolazioni escludendo la scotta e regolazioni più complesse come la scelta delle stecche della vela o di attrezzature

### Base
la base o stroppo di mura è composta da due parti che vanno ad agire sulla balumina della vela (parte bassa) essa è composta da uno stroppo di mura e dalla vera e propria base che è situata all'estremità del boma. Cazzandola si ottiene una vela più piatta, utile con vento sostenuto per ridurre lo sbandamento; lasciandola più morbida, la vela si curva di più e sviluppa maggiore potenza, ideale con vento leggero in casi di vento molto forte la si cazza al massimo in modo da ridurre il più possibile la superficie velica appiattendo la vela.

### Bozzello della scotta
Il bozzello della scotta è il punto di fissaggio della scotta sull'archetto e a sua volta sul boma e consente di controllare l’apertura e la chiusura della vela. Si trova sotto il boma e può essere spostato in avanti o indietro lungo di esso. Spostandolo verso poppa si chiude di più la vela facendo più leva, utile con vento forte; spostandolo verso prua la vela si apre di più, aumentando la portanza con vento leggero. La posizione del bozzello influisce sulla reattività della barca e sulla sua capacità di stringere il vento. Solitamente è consigliata una posizione neutra

### Cunningham (stroppo di penna)
Il cunningham è situato in cima all'albero e serve a tendere verso il basso la parte alta della vela, cioè la penna. Si trova tra la vela e il picco, e la sua funzione principale è quella di appiattire la vela in presenza di vento forte, per ridurre la potenza e migliorare il controllo. Con vento leggero, invece, si lascia più morbido per ottenere una vela più piena e potente. È una regolazione fondamentale per adattare la vela alle condizioni meteo. Il Cunningham nonostante venga classificato come regolazione è uno degli stroppi presenti sull'albero.

### Picco
Il picco è situato nella parte alta della vela e controlla l'apertura e la tensione della penna. Attraverso un sistema di cime e di bozzelli può essere regolato alla base dell'albero dal ragazzo in base alle condizioni di vento: vento leggero o picco più aperto per ingrassare la vela e aumentarne la portanza, con vento forte lo si cazza (gergo tecnico che significa tirare) per immagrire la vela e diminuirne la portanza. Il picco non è esclusivamente una regolazione ma anche un elemento protante della vela come l'albero e il bome, una cattiva regolazione di esso può portare al cedimento della vela.

### Scotchino (stroppo del boma all’albero)
Lo scotchino è la cima che tiene il boma fissato all’albero. Si trova nel punto in cui boma e albero si incontrano vicino all'angolo di mura. La sua funzione è garantire che il boma resti stabile durante la navigazione, ma senza bloccarne la rotazione. Può essere regolato variandone il numero di giri su di esso e di conseguenza alzando o abbassando il boma, con meno giri si appiattisce la vela rendendola ideale per tanto vento, mentre con più giri la si ingrassa (gli si fa prendere una forma più panciuta) rendendola idele per condizioni di vento scarso. Come tutte le regolazioni è consigliata una posizione neutra soprattutto perché, essendo questa regolazione anche una sicurezza per il boma, un cattivo utilizzo di essa può portare a danni gravi come la perdita del boma.

### Vang
Il vang dell’Optimist è una cima che collega il boma all’albero, si trova vicino all'angolo di mura. La sua funzione è quella di controllare l’apertura della balumina, cioè il bordo posteriore della vela. Tendendolo, si limita l’apertura della vela verso l’esterno, utile con vento forte per migliorare il controllo e ridurre lo sbandamento. Lasciandolo più morbido, la balumina si apre maggiormente, rendendo la vela più potente con vento leggero. È una regolazione fondamentale per gestire l’efficienza della vela in base alle condizioni del vento.